# West Siloam Springs (Oklahoma)
West Siloam Springs es un pueblo ubicado en el condado de Delaware en el estado estadounidense de Oklahoma. En el año 2010 tenía una población de 846 habitantes y una densidad poblacional de 95,06 personas por km².

## Geografía
West Siloam Springs se encuentra ubicado en las coordenadas 36°10′41″N 94°35′45″O / 36.17806, -94.59583 (36.178147, -94.595751).

## Demografía
Según la Oficina del Censo en 2000 los ingresos medios por hogar en la localidad eran de $28,750 y los ingresos medios por familia eran $31,953. Los hombres tenían unos ingresos medios de $22,243 frente a los $20,000 para las mujeres. La renta per cápita para la localidad era de $12,858. Alrededor del 18.3% de la población estaban por debajo del umbral de pobreza.